# Ogcodes fuscus
Ogcodes fuscus este o specie de muște din genul Ogcodes, familia Acroceridae. A fost descrisă pentru prima dată de Enrico Adelelmo Brunetti în anul 1912. Conform Catalogue of Life specia Ogcodes fuscus nu are subspecii cunoscute.